# Norichio Nieveld
Norichio Nieveld (* 25. dubna 1989, 's-Hertogenbosch, Nizozemsko) je nizozemský fotbalový obránce se surinamskými kořeny, který v současné době působí v klubu FC Eindhoven. Hraje na postu stopera (středního obránce).